# Acacia umbellata
Acacia umbellata är en ärtväxtart som beskrevs av George Bentham. Acacia umbellata ingår i släktet akacior, och familjen ärtväxter. Inga underarter finns listade i Catalogue of Life.